# وادي تينيسي
وادي تينيسي هو حوض تصريف مياه نهر تينيسي ويقع إلى حد كبير داخل ولاية تينيسي الأمريكية. يمتد من جنوب غرب ولاية كنتاكي إلى شمال ولاية ألاباما ومن شمال شرق ولاية مسيسيبي إلى جبال فرجينيا وكارولينا الشمالية. تُعرف حدود الوادي بإسم تقسيم وادي تينيسي.